# Volsemenhusen
Volsemenhusen ist eine Gemeinde im Kreis Dithmarschen in Schleswig-Holstein.

## Geografie
Volsemenhusen ist eine landwirtschaftlich strukturierte Flächengemeinde in der Marsch, die in zahlreiche kleinere Siedlungen zerfällt. Sie liegt östlich der Stadt Marne und besteht aus den Siedlungsplätzen Harsemenhusen, Kannemoor, Kannemoorfelde, Klitzhusen, Norderlandsteig, Norderwisch, Rösthusen, Süderlandsteig, Süderwisch, Schüttung, Volsemenhusen und Westerhusen.

## Geschichte
Am 1. April 1934 wurde die Kirchspielslandgemeinde Marne aufgelöst. Alle ihre Dorfschaften, Dorfgemeinden und Bauerschaften wurden zu selbständigen Gemeinden/Landgemeinden, so auch Volsemenhusen.
Die heutige Gemeinde erhielt ihre heutige Ausdehnung am 1. Januar 1970 durch die Eingliederung der Gemeinden Kannemoor, Norderwisch, Rösthusen und Süderwisch, die bis 1934 ebenfalls der Kirchspielslandgemeinde Marne angehörten.

## Politik

### Gemeindevertretung
Bei der Kommunalwahl am 14. Mai 2023 wurden insgesamt neun Sitze vergeben. Diese fielen erneut alle an die Kommunale-Wähler-Vereinigung Volsemenhusen. Die Wahlbeteiligung betrug 61,6 %.

## Wirtschaft und Infrastruktur
Die Bahnstrecke St. Michaelisdonn–Friedrichskoog, an der der Bahnhof Volsemenhusen lag, ist stillgelegt. Von St. Michaelisdonn bis Marne kann sie seit 2004 mit Draisinen befahren werden. 
Volsemenhusen verfügt außer einem Kinderspielplatz in Norderwisch und einem Bücherbus kaum über öffentliche Einrichtungen. Die Freiwillige Feuerwehr Volsemenhusen betreut die südlich gelegene Nachbargemeinde Ramhusen mit. Die nächsten Kindertagesstätten gibt es in Marne und Helse.

## Bildung
Die Grundschüler aus dem nördlichen Bereich der Gemeinde besuchen die Grundschule in Helse, die aus dem südlichen Bereich die Grundschule in Marne, wo sich auch weiterführende Schulen befinden.

## Sehenswürdigkeiten
In der Liste der Kulturdenkmale in Volsemenhusen stehen die in der Denkmalliste des Landes Schleswig-Holstein eingetragenen Kulturdenkmale.

## Persönlichkeiten
- Marie Minna Bielenberg (1897–1983), geboren in Norderwisch, war Malerin und Töpferin in Marne